# 1492
Portal Geschichte | Portal Biografien | Aktuelle Ereignisse | Jahreskalender | Tagesartikel

◄ |
14. Jahrhundert |
15. Jahrhundert
| 16. Jahrhundert | ►

◄ |
1460er |
1470er |
1480er |
1490er
| 1500er | 1510er | 1520er | ►

◄◄ |
◄ |
1488 |
1489 |
1490 |
1491 |
1492
| 1493 | 1494 | 1495 | 1496 | ► | ►►
Staatsoberhäupter  · Nekrolog  · Literaturjahr
| Januar | Januar | Januar | Januar | Januar | Januar | Januar | Januar |
| Kw     | Mo     | Di     | Mi     | Do     | Fr     | Sa     | So     |
| ------ | ------ | ------ | ------ | ------ | ------ | ------ | ------ |
| 52     |        |        |        |        |        |        | 1      |
| 1      | 2      | 3      | 4      | 5      | 6      | 7      | 8      |
| 2      | 9      | 10     | 11     | 12     | 13     | 14     | 15     |
| 3      | 16     | 17     | 18     | 19     | 20     | 21     | 22     |
| 4      | 23     | 24     | 25     | 26     | 27     | 28     | 29     |
| 5      | 30     | 31     |        |        |        |        |        |

| Februar | Februar | Februar | Februar | Februar | Februar | Februar | Februar |
| Kw      | Mo      | Di      | Mi      | Do      | Fr      | Sa      | So      |
| ------- | ------- | ------- | ------- | ------- | ------- | ------- | ------- |
| 5       |         |         | 1       | 2       | 3       | 4       | 5       |
| 6       | 6       | 7       | 8       | 9       | 10      | 11      | 12      |
| 7       | 13      | 14      | 15      | 16      | 17      | 18      | 19      |
| 8       | 20      | 21      | 22      | 23      | 24      | 25      | 26      |
| 9       | 27      | 28      | 29      |         |         |         |         |

| März | März | März | März | März | März | März | März |
| Kw   | Mo   | Di   | Mi   | Do   | Fr   | Sa   | So   |
| ---- | ---- | ---- | ---- | ---- | ---- | ---- | ---- |
| 9    |      |      |      | 1    | 2    | 3    | 4    |
| 10   | 5    | 6    | 7    | 8    | 9    | 10   | 11   |
| 11   | 12   | 13   | 14   | 15   | 16   | 17   | 18   |
| 12   | 19   | 20   | 21   | 22   | 23   | 24   | 25   |
| 13   | 26   | 27   | 28   | 29   | 30   | 31   |      |

| April | April | April | April | April | April | April | April |
| Kw    | Mo    | Di    | Mi    | Do    | Fr    | Sa    | So    |
| ----- | ----- | ----- | ----- | ----- | ----- | ----- | ----- |
| 13    |       |       |       |       |       |       | 1     |
| 14    | 2     | 3     | 4     | 5     | 6     | 7     | 8     |
| 15    | 9     | 10    | 11    | 12    | 13    | 14    | 15    |
| 16    | 16    | 17    | 18    | 19    | 20    | 21    | 22    |
| 17    | 23    | 24    | 25    | 26    | 27    | 28    | 29    |
| 18    | 30    |       |       |       |       |       |       |

| Mai | Mai | Mai | Mai | Mai | Mai | Mai | Mai |
| Kw  | Mo  | Di  | Mi  | Do  | Fr  | Sa  | So  |
| --- | --- | --- | --- | --- | --- | --- | --- |
| 18  |     | 1   | 2   | 3   | 4   | 5   | 6   |
| 19  | 7   | 8   | 9   | 10  | 11  | 12  | 13  |
| 20  | 14  | 15  | 16  | 17  | 18  | 19  | 20  |
| 21  | 21  | 22  | 23  | 24  | 25  | 26  | 27  |
| 22  | 28  | 29  | 30  | 31  |     |     |     |

| Juni | Juni | Juni | Juni | Juni | Juni | Juni | Juni |
| Kw   | Mo   | Di   | Mi   | Do   | Fr   | Sa   | So   |
| ---- | ---- | ---- | ---- | ---- | ---- | ---- | ---- |
| 22   |      |      |      |      | 1    | 2    | 3    |
| 23   | 4    | 5    | 6    | 7    | 8    | 9    | 10   |
| 24   | 11   | 12   | 13   | 14   | 15   | 16   | 17   |
| 25   | 18   | 19   | 20   | 21   | 22   | 23   | 24   |
| 26   | 25   | 26   | 27   | 28   | 29   | 30   |      |

| Juli | Juli | Juli | Juli | Juli | Juli | Juli | Juli |
| Kw   | Mo   | Di   | Mi   | Do   | Fr   | Sa   | So   |
| ---- | ---- | ---- | ---- | ---- | ---- | ---- | ---- |
| 26   |      |      |      |      |      |      | 1    |
| 27   | 2    | 3    | 4    | 5    | 6    | 7    | 8    |
| 28   | 9    | 10   | 11   | 12   | 13   | 14   | 15   |
| 29   | 16   | 17   | 18   | 19   | 20   | 21   | 22   |
| 30   | 23   | 24   | 25   | 26   | 27   | 28   | 29   |
| 31   | 30   | 31   |      |      |      |      |      |

| August | August | August | August | August | August | August | August |
| Kw     | Mo     | Di     | Mi     | Do     | Fr     | Sa     | So     |
| ------ | ------ | ------ | ------ | ------ | ------ | ------ | ------ |
| 31     |        |        | 1      | 2      | 3      | 4      | 5      |
| 32     | 6      | 7      | 8      | 9      | 10     | 11     | 12     |
| 33     | 13     | 14     | 15     | 16     | 17     | 18     | 19     |
| 34     | 20     | 21     | 22     | 23     | 24     | 25     | 26     |
| 35     | 27     | 28     | 29     | 30     | 31     |        |        |

| September | September | September | September | September | September | September | September |
| Kw        | Mo        | Di        | Mi        | Do        | Fr        | Sa        | So        |
| --------- | --------- | --------- | --------- | --------- | --------- | --------- | --------- |
| 35        |           |           |           |           |           | 1         | 2         |
| 36        | 3         | 4         | 5         | 6         | 7         | 8         | 9         |
| 37        | 10        | 11        | 12        | 13        | 14        | 15        | 16        |
| 38        | 17        | 18        | 19        | 20        | 21        | 22        | 23        |
| 39        | 24        | 25        | 26        | 27        | 28        | 29        | 30        |

| Oktober | Oktober | Oktober | Oktober | Oktober | Oktober | Oktober | Oktober |
| Kw      | Mo      | Di      | Mi      | Do      | Fr      | Sa      | So      |
| ------- | ------- | ------- | ------- | ------- | ------- | ------- | ------- |
| 40      | 1       | 2       | 3       | 4       | 5       | 6       | 7       |
| 41      | 8       | 9       | 10      | 11      | 12      | 13      | 14      |
| 42      | 15      | 16      | 17      | 18      | 19      | 20      | 21      |
| 43      | 22      | 23      | 24      | 25      | 26      | 27      | 28      |
| 44      | 29      | 30      | 31      |         |         |         |         |

| November | November | November | November | November | November | November | November |
| Kw       | Mo       | Di       | Mi       | Do       | Fr       | Sa       | So       |
| -------- | -------- | -------- | -------- | -------- | -------- | -------- | -------- |
| 44       |          |          |          | 1        | 2        | 3        | 4        |
| 45       | 5        | 6        | 7        | 8        | 9        | 10       | 11       |
| 46       | 12       | 13       | 14       | 15       | 16       | 17       | 18       |
| 47       | 19       | 20       | 21       | 22       | 23       | 24       | 25       |
| 48       | 26       | 27       | 28       | 29       | 30       |          |          |

| Dezember | Dezember | Dezember | Dezember | Dezember | Dezember | Dezember | Dezember |
| Kw       | Mo       | Di       | Mi       | Do       | Fr       | Sa       | So       |
| -------- | -------- | -------- | -------- | -------- | -------- | -------- | -------- |
| 48       |          |          |          |          |          | 1        | 2        |
| 49       | 3        | 4        | 5        | 6        | 7        | 8        | 9        |
| 50       | 10       | 11       | 12       | 13       | 14       | 15       | 16       |
| 51       | 17       | 18       | 19       | 20       | 21       | 22       | 23       |
| 52       | 24       | 25       | 26       | 27       | 28       | 29       | 30       |
| 1        | 31       |          |          |          |          |          |          |

| Januar | Januar | Januar | Januar | Januar | Januar | Januar | Januar |
| Kw     | Mo     | Di     | Mi     | Do     | Fr     | Sa     | So     |
| ------ | ------ | ------ | ------ | ------ | ------ | ------ | ------ |
| 52     |        |        |        |        |        |        | 1      |
| 1      | 2      | 3      | 4      | 5      | 6      | 7      | 8      |
| 2      | 9      | 10     | 11     | 12     | 13     | 14     | 15     |
| 3      | 16     | 17     | 18     | 19     | 20     | 21     | 22     |
| 4      | 23     | 24     | 25     | 26     | 27     | 28     | 29     |
| 5      | 30     | 31     |        |        |        |        |        |

| Februar | Februar | Februar | Februar | Februar | Februar | Februar | Februar |
| Kw      | Mo      | Di      | Mi      | Do      | Fr      | Sa      | So      |
| ------- | ------- | ------- | ------- | ------- | ------- | ------- | ------- |
| 5       |         |         | 1       | 2       | 3       | 4       | 5       |
| 6       | 6       | 7       | 8       | 9       | 10      | 11      | 12      |
| 7       | 13      | 14      | 15      | 16      | 17      | 18      | 19      |
| 8       | 20      | 21      | 22      | 23      | 24      | 25      | 26      |
| 9       | 27      | 28      | 29      |         |         |         |         |

| März | März | März | März | März | März | März | März |
| Kw   | Mo   | Di   | Mi   | Do   | Fr   | Sa   | So   |
| ---- | ---- | ---- | ---- | ---- | ---- | ---- | ---- |
| 9    |      |      |      | 1    | 2    | 3    | 4    |
| 10   | 5    | 6    | 7    | 8    | 9    | 10   | 11   |
| 11   | 12   | 13   | 14   | 15   | 16   | 17   | 18   |
| 12   | 19   | 20   | 21   | 22   | 23   | 24   | 25   |
| 13   | 26   | 27   | 28   | 29   | 30   | 31   |      |

| April | April | April | April | April | April | April | April |
| Kw    | Mo    | Di    | Mi    | Do    | Fr    | Sa    | So    |
| ----- | ----- | ----- | ----- | ----- | ----- | ----- | ----- |
| 13    |       |       |       |       |       |       | 1     |
| 14    | 2     | 3     | 4     | 5     | 6     | 7     | 8     |
| 15    | 9     | 10    | 11    | 12    | 13    | 14    | 15    |
| 16    | 16    | 17    | 18    | 19    | 20    | 21    | 22    |
| 17    | 23    | 24    | 25    | 26    | 27    | 28    | 29    |
| 18    | 30    |       |       |       |       |       |       |

| Mai | Mai | Mai | Mai | Mai | Mai | Mai | Mai |
| Kw  | Mo  | Di  | Mi  | Do  | Fr  | Sa  | So  |
| --- | --- | --- | --- | --- | --- | --- | --- |
| 18  |     | 1   | 2   | 3   | 4   | 5   | 6   |
| 19  | 7   | 8   | 9   | 10  | 11  | 12  | 13  |
| 20  | 14  | 15  | 16  | 17  | 18  | 19  | 20  |
| 21  | 21  | 22  | 23  | 24  | 25  | 26  | 27  |
| 22  | 28  | 29  | 30  | 31  |     |     |     |

| Juni | Juni | Juni | Juni | Juni | Juni | Juni | Juni |
| Kw   | Mo   | Di   | Mi   | Do   | Fr   | Sa   | So   |
| ---- | ---- | ---- | ---- | ---- | ---- | ---- | ---- |
| 22   |      |      |      |      | 1    | 2    | 3    |
| 23   | 4    | 5    | 6    | 7    | 8    | 9    | 10   |
| 24   | 11   | 12   | 13   | 14   | 15   | 16   | 17   |
| 25   | 18   | 19   | 20   | 21   | 22   | 23   | 24   |
| 26   | 25   | 26   | 27   | 28   | 29   | 30   |      |

| Juli | Juli | Juli | Juli | Juli | Juli | Juli | Juli |
| Kw   | Mo   | Di   | Mi   | Do   | Fr   | Sa   | So   |
| ---- | ---- | ---- | ---- | ---- | ---- | ---- | ---- |
| 26   |      |      |      |      |      |      | 1    |
| 27   | 2    | 3    | 4    | 5    | 6    | 7    | 8    |
| 28   | 9    | 10   | 11   | 12   | 13   | 14   | 15   |
| 29   | 16   | 17   | 18   | 19   | 20   | 21   | 22   |
| 30   | 23   | 24   | 25   | 26   | 27   | 28   | 29   |
| 31   | 30   | 31   |      |      |      |      |      |

| August | August | August | August | August | August | August | August |
| Kw     | Mo     | Di     | Mi     | Do     | Fr     | Sa     | So     |
| ------ | ------ | ------ | ------ | ------ | ------ | ------ | ------ |
| 31     |        |        | 1      | 2      | 3      | 4      | 5      |
| 32     | 6      | 7      | 8      | 9      | 10     | 11     | 12     |
| 33     | 13     | 14     | 15     | 16     | 17     | 18     | 19     |
| 34     | 20     | 21     | 22     | 23     | 24     | 25     | 26     |
| 35     | 27     | 28     | 29     | 30     | 31     |        |        |

| September | September | September | September | September | September | September | September |
| Kw        | Mo        | Di        | Mi        | Do        | Fr        | Sa        | So        |
| --------- | --------- | --------- | --------- | --------- | --------- | --------- | --------- |
| 35        |           |           |           |           |           | 1         | 2         |
| 36        | 3         | 4         | 5         | 6         | 7         | 8         | 9         |
| 37        | 10        | 11        | 12        | 13        | 14        | 15        | 16        |
| 38        | 17        | 18        | 19        | 20        | 21        | 22        | 23        |
| 39        | 24        | 25        | 26        | 27        | 28        | 29        | 30        |

| Oktober | Oktober | Oktober | Oktober | Oktober | Oktober | Oktober | Oktober |
| Kw      | Mo      | Di      | Mi      | Do      | Fr      | Sa      | So      |
| ------- | ------- | ------- | ------- | ------- | ------- | ------- | ------- |
| 40      | 1       | 2       | 3       | 4       | 5       | 6       | 7       |
| 41      | 8       | 9       | 10      | 11      | 12      | 13      | 14      |
| 42      | 15      | 16      | 17      | 18      | 19      | 20      | 21      |
| 43      | 22      | 23      | 24      | 25      | 26      | 27      | 28      |
| 44      | 29      | 30      | 31      |         |         |         |         |

| November | November | November | November | November | November | November | November |
| Kw       | Mo       | Di       | Mi       | Do       | Fr       | Sa       | So       |
| -------- | -------- | -------- | -------- | -------- | -------- | -------- | -------- |
| 44       |          |          |          | 1        | 2        | 3        | 4        |
| 45       | 5        | 6        | 7        | 8        | 9        | 10       | 11       |
| 46       | 12       | 13       | 14       | 15       | 16       | 17       | 18       |
| 47       | 19       | 20       | 21       | 22       | 23       | 24       | 25       |
| 48       | 26       | 27       | 28       | 29       | 30       |          |          |

| Dezember | Dezember | Dezember | Dezember | Dezember | Dezember | Dezember | Dezember |
| Kw       | Mo       | Di       | Mi       | Do       | Fr       | Sa       | So       |
| -------- | -------- | -------- | -------- | -------- | -------- | -------- | -------- |
| 48       |          |          |          |          |          | 1        | 2        |
| 49       | 3        | 4        | 5        | 6        | 7        | 8        | 9        |
| 50       | 10       | 11       | 12       | 13       | 14       | 15       | 16       |
| 51       | 17       | 18       | 19       | 20       | 21       | 22       | 23       |
| 52       | 24       | 25       | 26       | 27       | 28       | 29       | 30       |
| 1        | 31       |          |          |          |          |          |          |

Der Beginn des Jahres 1492 bringt den Abschluss der Reconquista in Spanien. Nach mehrmonatiger Belagerung übergibt Muhammad XII., der letzte Emir von Granada, die Stadt an die katholischen Könige Ferdinand II. und Isabella I. von Spanien. Damit endet die fast 800-jährige muslimische Geschichte auf der iberischen Halbinsel.

Christoph Kolumbus

Für den Seefahrer Christoph Kolumbus kommt es dadurch zur Erfüllung eines Traums: Mit der Kapitulation von Santa Fe lösen Ferdinand und Isabella ihr Versprechen ein und gewähren ihm drei Schiffe, Mittel und umfangreiche Privilegien, um den Seeweg nach Indien auf einer Westroute zu suchen. Wenige Monate später führt das mit der Landung auf Guanahani zur Entdeckung Amerikas. Unabhängig davon, dass diese Reise weder die erste noch die einzige erfolgreiche Überquerung des Atlantiks und Amerika bereits seit langem besiedelt war, ist die Überfahrt von Kolumbus die bekannteste im Zeitalter der Entdeckungen und wird in der Geschichtswissenschaft vielfach als Übergang vom Mittelalter zur Neuzeit angesetzt.
Innenpolitisch nutzen die katholischen Könige den Abschluss der Reconquista sofort für die Vertreibung der Juden: Mit dem Alhambra-Edikt werden zehntausende sephardische Juden, die sich nicht zwangstaufen lassen wollen, aus Spanien vertrieben.
In Rom kommt einer der umstrittensten Päpste der Geschichte auf den Stuhl Petri: Dem aus Aragón stammenden Roderic Llançol i de Borja gelingt es, mittels Bestechung genügend Stimmen zu sammeln, dass er beim Konklave zum Nachfolger des verstorbenen Innozenz VIII. gewählt wird. Dessen Todesdatum ist von dem fanatischen Bußprediger Girolamo Savonarola korrekt vorhergesagt worden, was diesem einen starken politischen Auftrieb in seiner Heimatstadt Florenz gibt. Der neue Papst nimmt den Namen Alexander VI. an und beginnt rasch damit, seine Familie mit Begünstigungen und Geschenken zu überhäufen.
Im gleichen Jahr fertigt Martin Behaim den ersten Globus an.

## Ereignisse

### Politik und Weltgeschehen

#### Spanien und die Entdeckungsfahrt des Kolumbus
- 2. Januar: Mit der Übergabe der Stadt Granada nach neunmonatiger Belagerung durch Boabdil, den letzten Sultan von Granada, an Ferdinand von Aragón und Isabella von Kastilien, endet die fast 800-jährige Herrschaft der Mauren auf der iberischen Halbinsel und damit auch die christliche Reconquista. Aus dem ehemaligen muslimischen Emirat wird das mit dem Königreich Kastilien verbundene christliche Königreich Granada.
- 17. April: Isabella I. von Kastilien und Ferdinand II. von Aragón schließen mit Christoph Kolumbus die Kapitulation von Santa Fe. Mit diesem Vertrag setzt Kolumbus alle seine Forderungen gegenüber den Katholischen Königen durch, von deren Erfüllung er das Projekt seiner „Indienfahrt“ abhängig gemacht hat. Der Vertrag bestimmt, dass Kolumbus für Spanien einen westlichen Seeweg nach Asien suchen soll. Ihm wird ein Zehntel an dem zu erwartenden Gewinn des Unternehmens zugestanden. Außerdem sichert der Vertrag Kolumbus die von ihm geforderten Titel Admiral des Ozeans, Vizekönig und Generalgouverneur zu. Er wird zum obersten Richter bei allen Streitigkeiten zwischen Spaniern in den zukünftigen Kolonien ernannt, darf sich Don nennen und erhält das Recht, Waffen zu tragen.

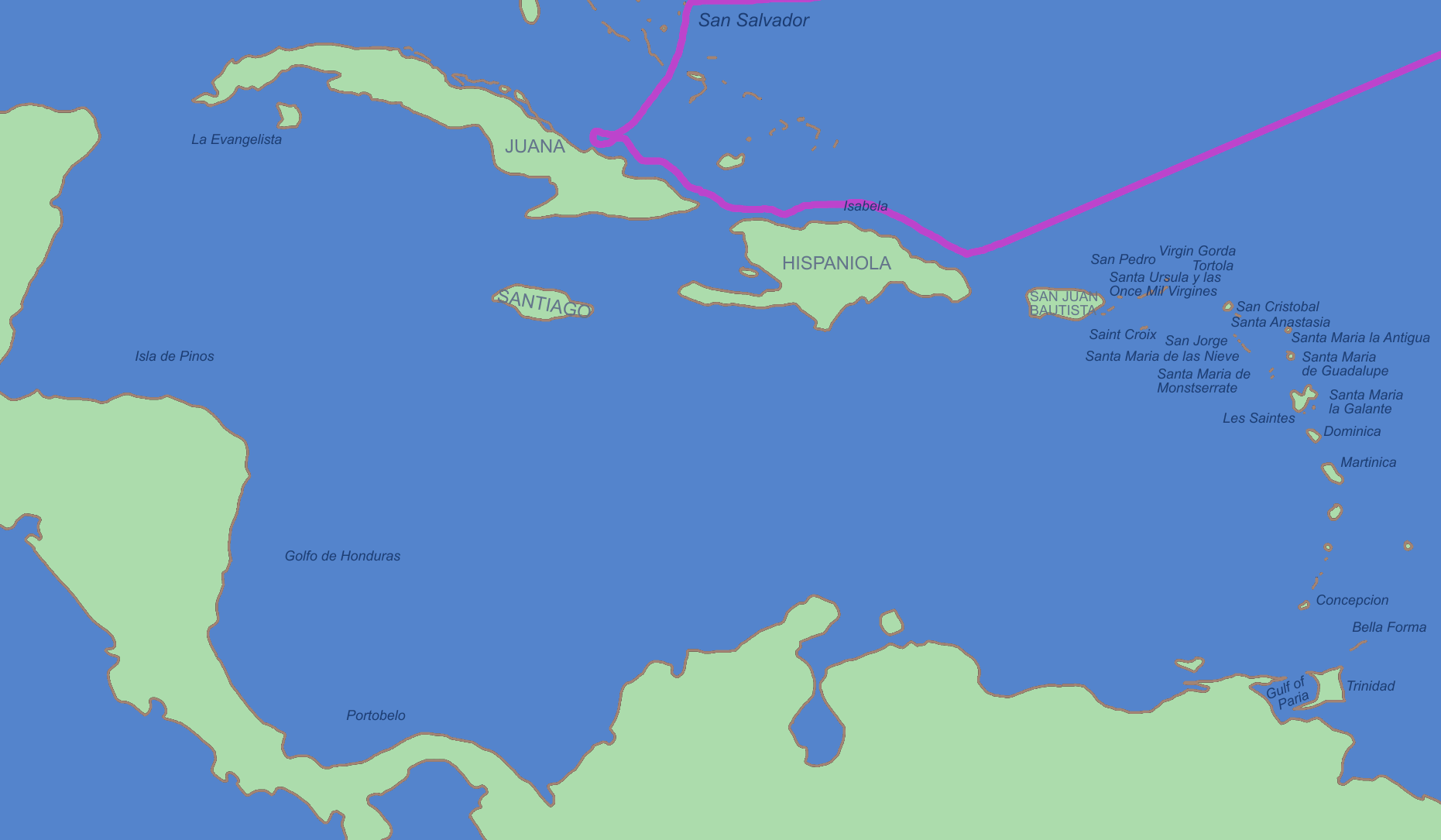
Die erste Reise Kolumbus’

- 3. August: Christoph Kolumbus sticht zu seiner ersten Reise nach Amerika in See.
- 12. Oktober: Christoph Kolumbus erreicht Amerika (die Bahamas) und entdeckt diesen Kontinent für das christliche Europa; er ist überzeugt, Asien erreicht zu haben.
- 28. Oktober: Christoph Kolumbus erreicht auf seiner ersten Reise die Insel Kuba.

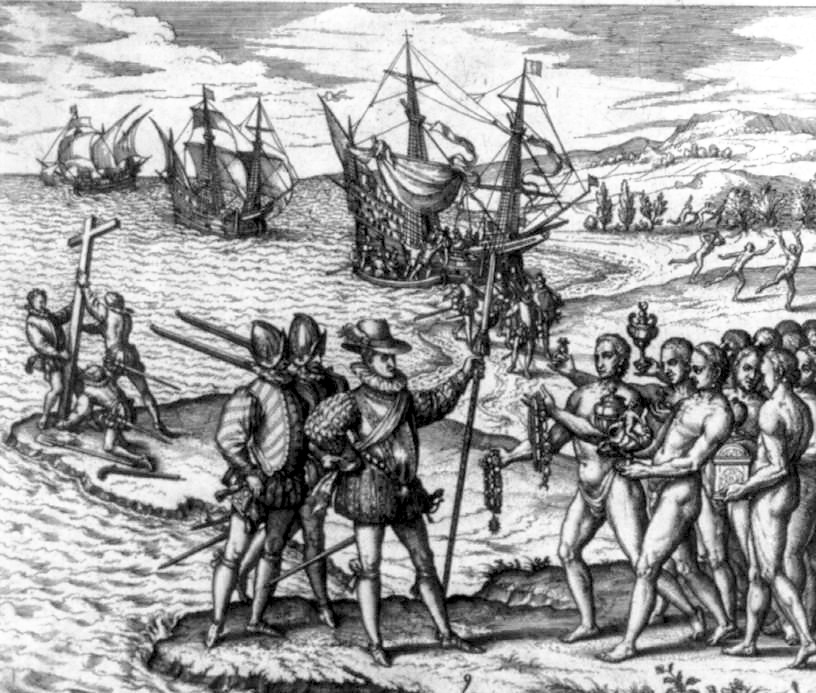
Kolumbus landet auf Hispaniola, Kupferstich von Theodor de Bry, 1594

- 5. Dezember: Christoph Kolumbus landet auf der Insel Hispaniola.
- 25. Dezember: Die Santa Maria, das Flaggschiff von Christoph Kolumbus, erleidet Schiffbruch vor der Insel Hispaniola. Ein Teil der Besatzung bleibt in der auch mit Überresten des Schiffes gezimmerten Siedlung La Navidad zurück.

#### Heiliges Römisches Reich
- 12. August: Die Asseburg bei Wolfenbüttel wird vor der Eroberung durch Herzog Heinrich den Älteren von Braunschweig durch den Rat der Stadt Braunschweig abgebrannt.

#### Osteuropa
- Russisch-Litauischer Krieg (1487–1494)

#### Indien
- Als viertes der fünf Dekkan-Sultanate erringt Bidar seine Unabhängigkeit vom Bahmani-Sultanat.

### Wirtschaft

#### Münzen

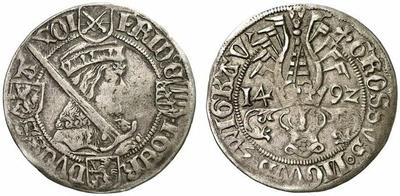
Kurfürst Friedrich III., Johann und Herzog Georg, Bartgroschen 1492, Münzmeisterzeichen Kleeblatt

- In der Münzstätte Schneeberg und der Münzstätte Zwickau werden erstmals sogenannte Bartgroschen mit dem bärtigen Brustbild des sächsischen Kurfürsten Friedrich III. geprägt. Die Groschen sind die ersten sächsischen Münzen mit einem Bildnis des Regenten. Der ernestinische Kurfürst Friedrich III. lässt diese zuerst mit seinem Bruder Johann allein schlagen. Danach sind die Groschen eine Gemeinschaftsprägung Friedrichs III. mit seinem Bruder Johann und dem albertinischen Herzog Georg dem Bärtigen.
- In Bern wird in Anlehnung an den mailändischen Testone erstmals der Dicken, eine Silbermünze, geprägt.

#### Unternehmensgründungen
- Die Stieglbrauerei zu Salzburg wird erstmals urkundlich erwähnt.
- Die Hofmühl-Brauerei in Eichstätt (Bayern) wird gegründet.

### Wissenschaft und Technik
- Martin Behaim fertigt den ersten Globus, seinen „Erdapfel“, an.
- Antonio de Nebrija veröffentlicht die erste spanische Grammatik (Gramática española).

### Kultur und Gesellschaft

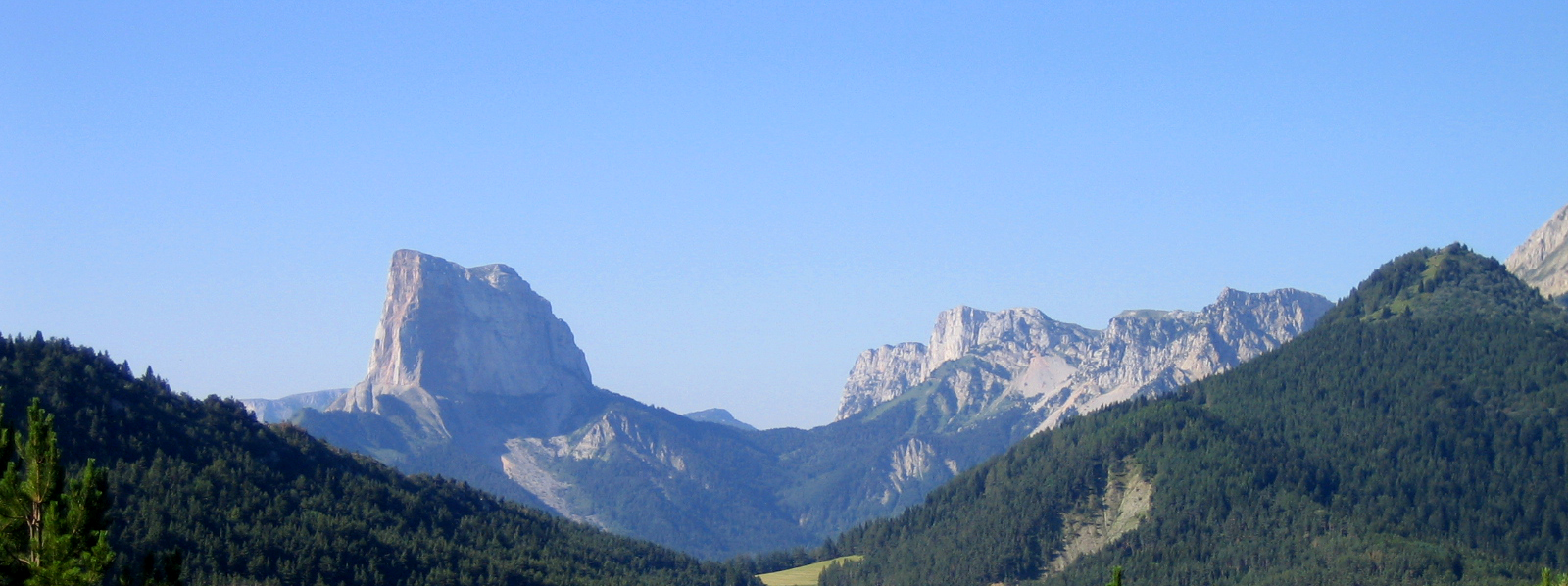
Der Mont Aiguille

- 26. Juni: Antoine de Ville gelingt das von Frankreichs König Karl VIII. befohlene Erklimmen des Mont Aiguille in den französischen Westalpen. Bei der Erstbesteigung des Berges werden neben Bergsteigerausrüstung auch Leitern verwendet.
- Für seine großformatigen Gemälde im Saal des großen Rates im Dogenpalast in Venedig wird Alvise Vivarini mit dem Ehrentitel Depentor in Gran Conseio ausgezeichnet und erhält fortan einen Sold von fünf Dukaten im Monat.
- In Schwaben wird die Kehrwoche eingeführt.

### Religion

#### Das Alhambra-Edikt in Spanien
Die „Katholischen Majestäten“ Isabella I. und Ferdinand II. unterzeichnen am 31. März das Alhambra-Edikt zur Vertreibung sämtlicher sephardischer Juden aus Spanien, die sich nicht zwangstaufen lassen wollen.
Am 31. Juli läuft das Ultimatum für die Vertreibung aller zwangstaufunwilligen Juden Spaniens ab. Zwischen 80.000 und 300.000 jüdische Menschen Spaniens haben Haus und Hof zu verlassen. Ein Drittel von ihnen wendet sich nach Portugal, ein Drittel nach der Türkei, etwa 25.000 gehen nach den Niederlanden, ebenso viele dürften nach Nordafrika, vornehmlich nach Marokko, gegangen sein, der Rest verteilt sich auf Frankreich, Italien und Ägypten. Gold und sonstige Schmuckgegenstände sowie Geld sind der katholischen Regierung zu überlassen.

#### Papsttum
Papst Innozenz VIII. stirbt am 25. Juli in Rom. Die Tatsache, dass sein Sterbedatum von Girolamo Savonarola korrekt vorhergesagt worden ist, führt dazu, dass dieser charismatische Bußprediger, der die Missstände des Kirchenstaates heftig geißelt, einen noch größeren Zulauf erhält und trägt maßgeblich zu dessen Machtübernahme 1494 in Florenz bei.

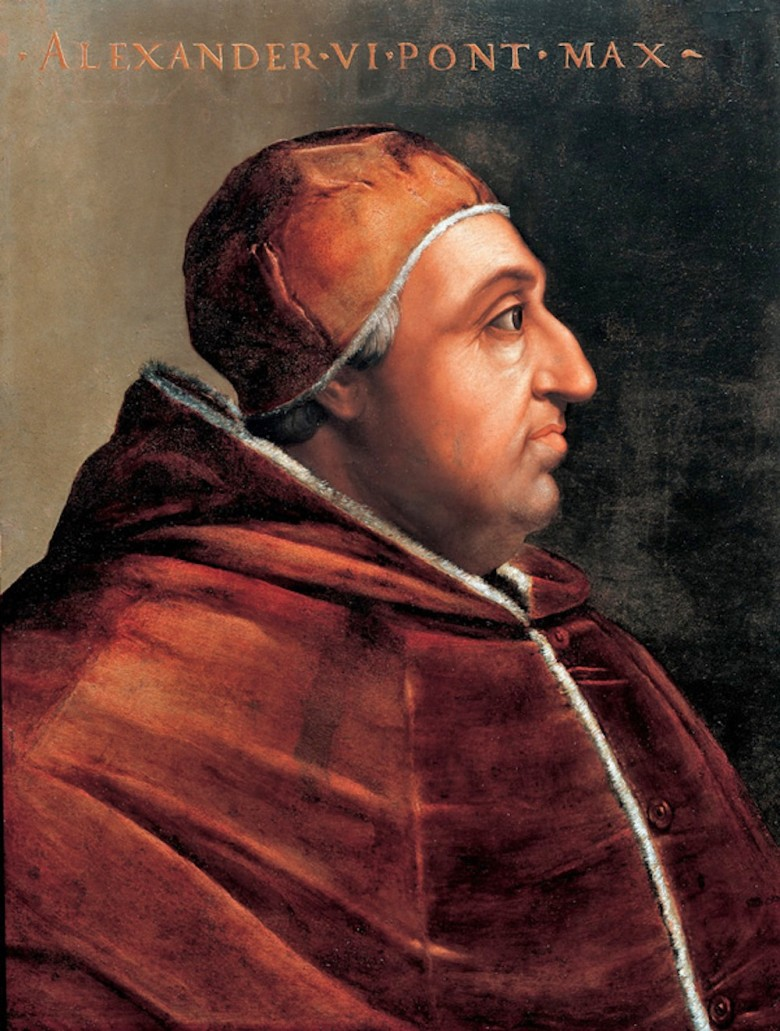
Papst Alexander VI.

Unterstützt durch Gelder Ferdinands von Aragonien erringt Rodrigo de Borja, ein Spanier aus der Familie Borgia, mittels Bestechung das Amt des Pontifex maximus, des Papstes der römischen Kirche. Die Wahl zum Nachfolger des im Juli verstorbenen Innozenz VIII. erfolgt nach fünftägigem Konklave am 11. August. Rodrigo nimmt den Namen Alexander VI. an.

#### Erzbistum Granada

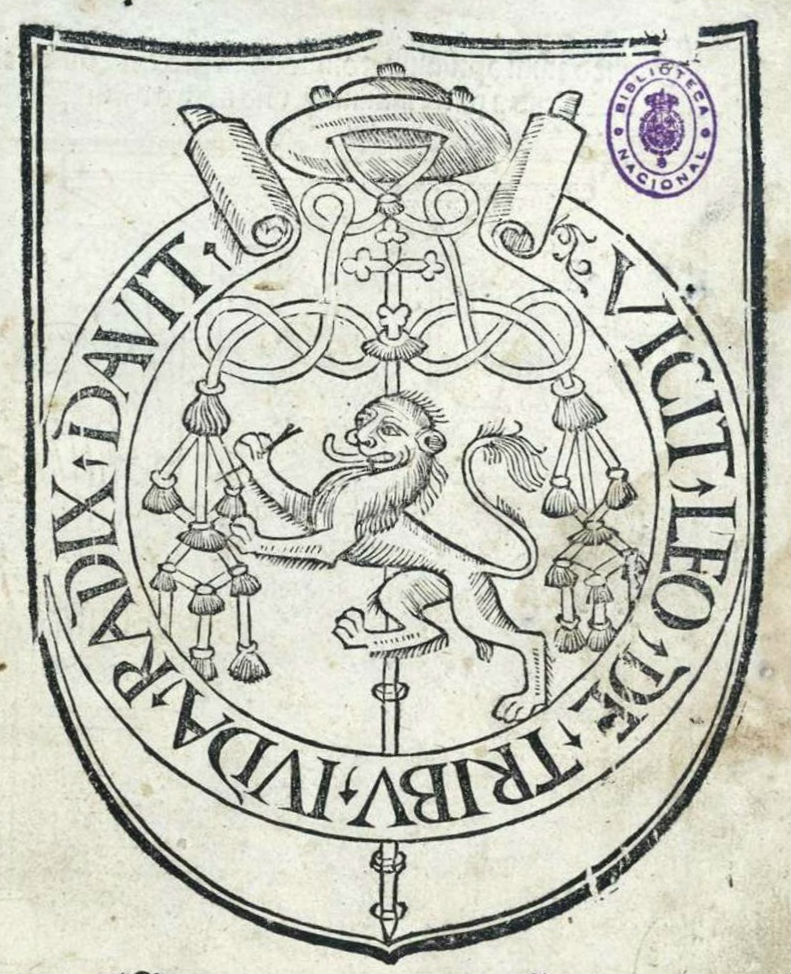
Wappen des Erzbischofs von Granada Hernando de Talavera

Am 10. Dezember erhebt Papst Alexander VI. das Bistum Granada zum Erzbistum. Hernando de Talavera wird erster Erzbischof. Es gibt in der neuen Erzdiözese nur wenige Priester, kaum geweihte Kirchen oder Klöster und keine kirchlichen Verwaltungsstrukturen. Nur ein kleiner Teil der Bevölkerung besteht aus getauften Christen oder spricht Spanisch. Talavera hat in verschiedenen Schriften zwar schon früher seine Ansichten zur Bekehrung der Muslime dargelegt, nun muss er diese theoretischen Überlegungen in die Praxis umsetzen. Talavera bemüht sich dabei, die Vorgaben der Verträge für die Übergabe Granadas an die Katholischen Könige, an deren Ausarbeitung er selbst beteiligt war, genau einzuhalten. Er verlangt, dass die Bekehrung der Muslime durch Überzeugung und nicht durch Anwendung von Gewalt geschehen solle. Talavera fördert den Druck eines Lehrbuches der arabischen Sprache durch Pedro de Alcalá und ermutigt seine Pfarrer, Arabisch zu lernen, um mit den Gemeindemitgliedern kommunizieren zu können. Dieser Einstellung steht der neue Beichtvater der Königin Francisco Jiménez de Cisneros ablehnend gegenüber.

### Natur und Umwelt

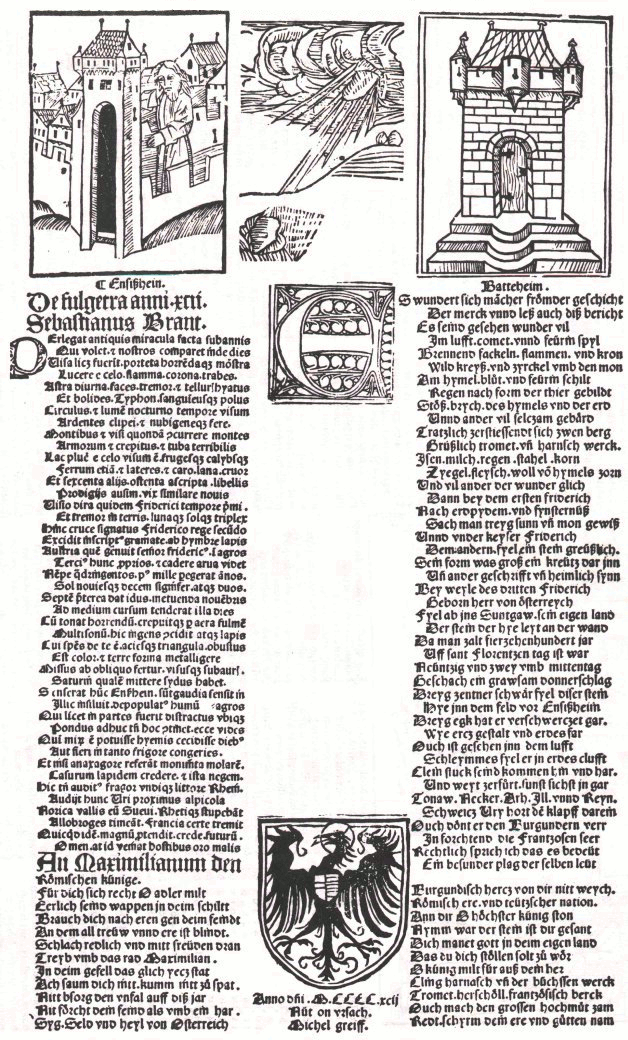
Flugblatt von Sebastian Brant: Der Donnerstein von Ensisheim

- 7. November: Der als Meteorit von Ensisheim bekannt gewordene Meteorit stürzt in ein Weizenfeld zwischen Ensisheim und Battenheim im Elsass.

## Geboren

### Geburtsdatum gesichert
- 01. Januar: Silvestro Ganassi, italienischer Gamben- und Blockflötenspieler und Komponist († 1550)
- 20. Januar: Werner Steiner der Jüngere, Schweizer Reformator († 1542)
- 22. Januar: Beatrix von Baden, Markgräfin von Baden († 1535)

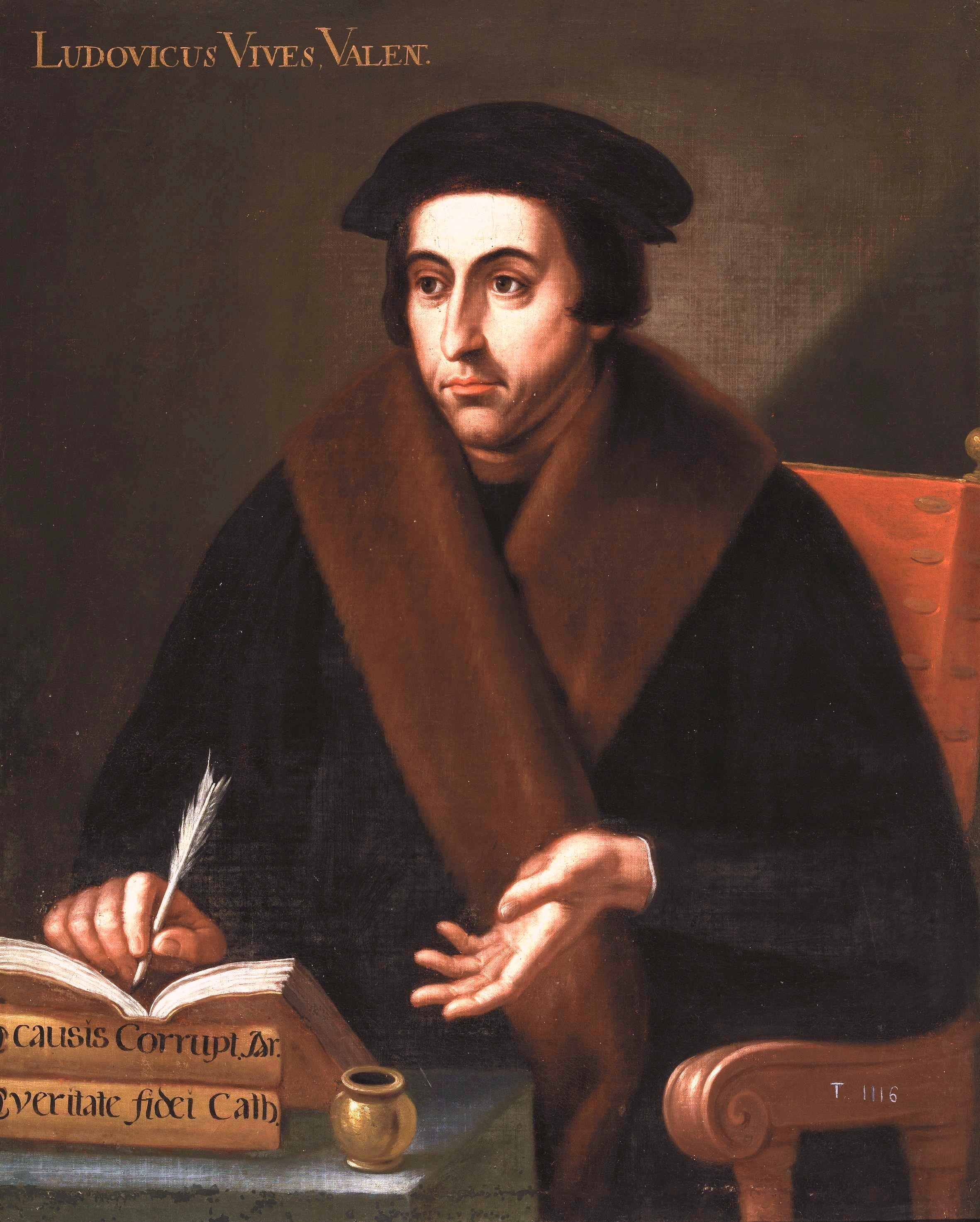
Juan Luis Vives

- 06. März: Juan Luis Vives, spanischer Humanist, Philosoph und Lehrer († 1540)
- 21. März: Johann II. von Simmern, Pfalzgraf und Herzog von Simmern aus dem Haus Wittelsbach († 1557)
- 26. März: Adam Ries, deutscher Rechenmeister, Mathematiker und Verfasser von Rechenbüchern († 1559)

- 04. April: Ambrosius Blarer, deutscher evangelischer Theologe, Kirchenlieddichter und Reformator († 1564)
- 11. April: Margarete von Angoulême, Herzogin von Alençon und Königin von Navarra, Dichterin und Diplomatin († 1549)
- 20. April: Pietro Aretino, italienischer Schriftsteller († 1556)
- 24. April: Sabina von Bayern, Herzogin von Bayern und Frau von Ulrich, Herzog von Württemberg († 1564)
- 26. April: Philipp I., Graf von Nassau-Wiesbaden-Idstein († 1558)
- 08. Mai: Andrea Alciato, italienischer Jurist und Humanist († 1550)

- 01. August: Wolfgang, Fürst von Anhalt-Köthen und Reformator († 1566)
- 24. August: Bartholomaeus Rieseberg, deutscher evangelischer Theologe († 1566)

- 07. September: Giacomo Aconcio, italienischer Humanist, Philosoph, Theologe, Jurist und Ingenieur († um 1567)
- 07. September: Michael Caelius, deutscher lutherischer Theologe und Reformator († 1559)

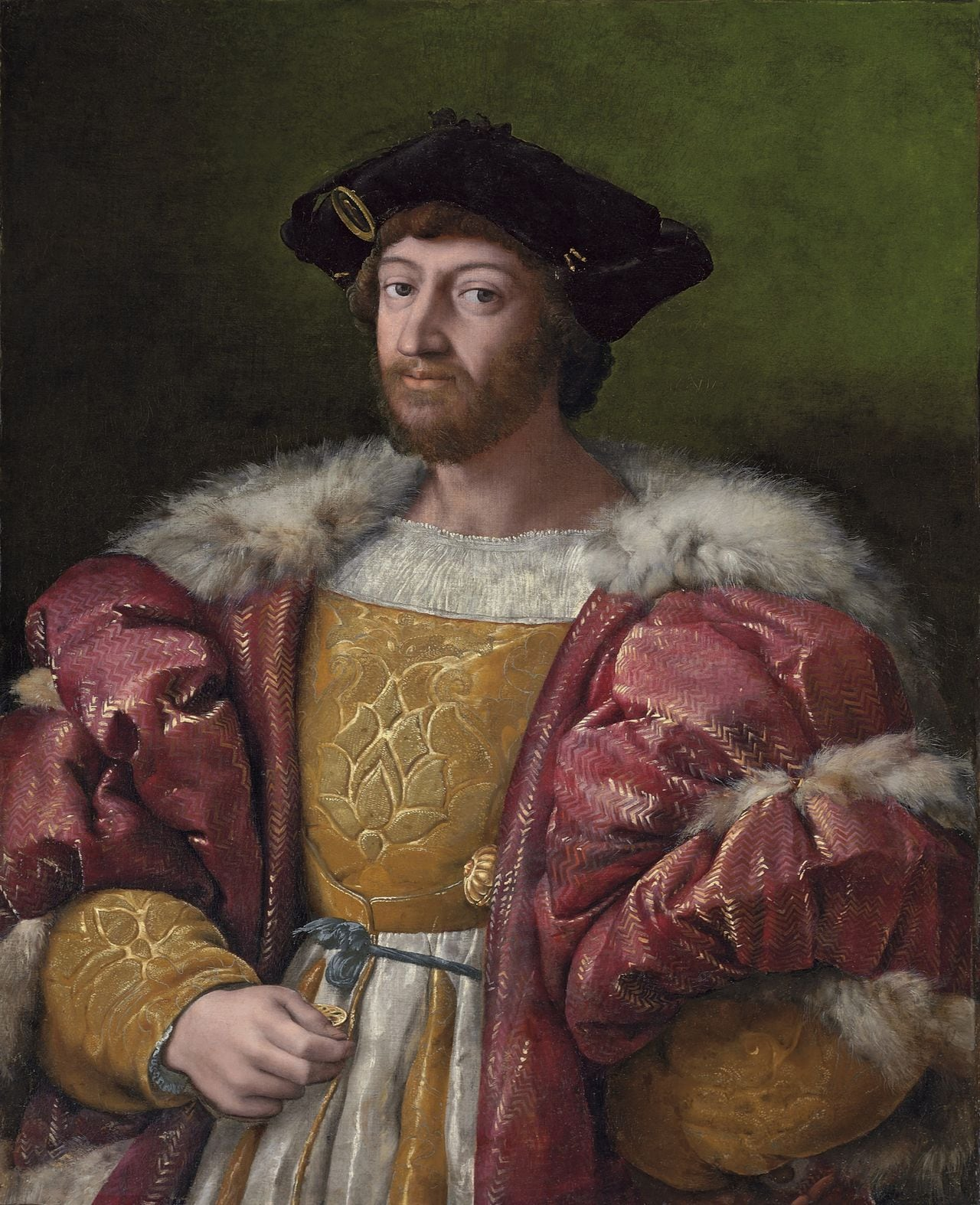
Lorenzo di Piero de’ Medici

- 12. September: Lorenzo di Piero de’ Medici, Herzog von Urbino und Herrscher von Florenz († 1519)
- 01. Oktober: Georg Rörer, deutscher evangelischer Theologe und Mitarbeiter Martin Luthers († 1557)

- 12. November: Johann Rantzau, deutscher Ritter, Herr von Breitenburg, Bothkamp, Sturenhagen und Mehlbek, Feldherr in dänischen Diensten († 1565)
- 17. November: Simone Pasqua, Kardinal der römisch-katholischen Kirche († 1565)

### Genaues Geburtsdatum unbekannt
- Vittoria Colonna, italienische Dichterin († 1547)
- Wilhelm Nesen, deutscher Humanist und Pädagoge († 1524)

### Geboren um 1492
- Jörg Blaurock, Schweizer führende Persönlichkeit des frühen Täufertums († 1529)

## Gestorben

### Todesdatum gesichert
- 10. März: Philipp II., Graf von Nassau-Weilburg (* 1418)
- 15. März: Dietrich IV. von Schönberg, Rektor der Universität Leipzig und Bischof von Naumburg (* 1410/11)

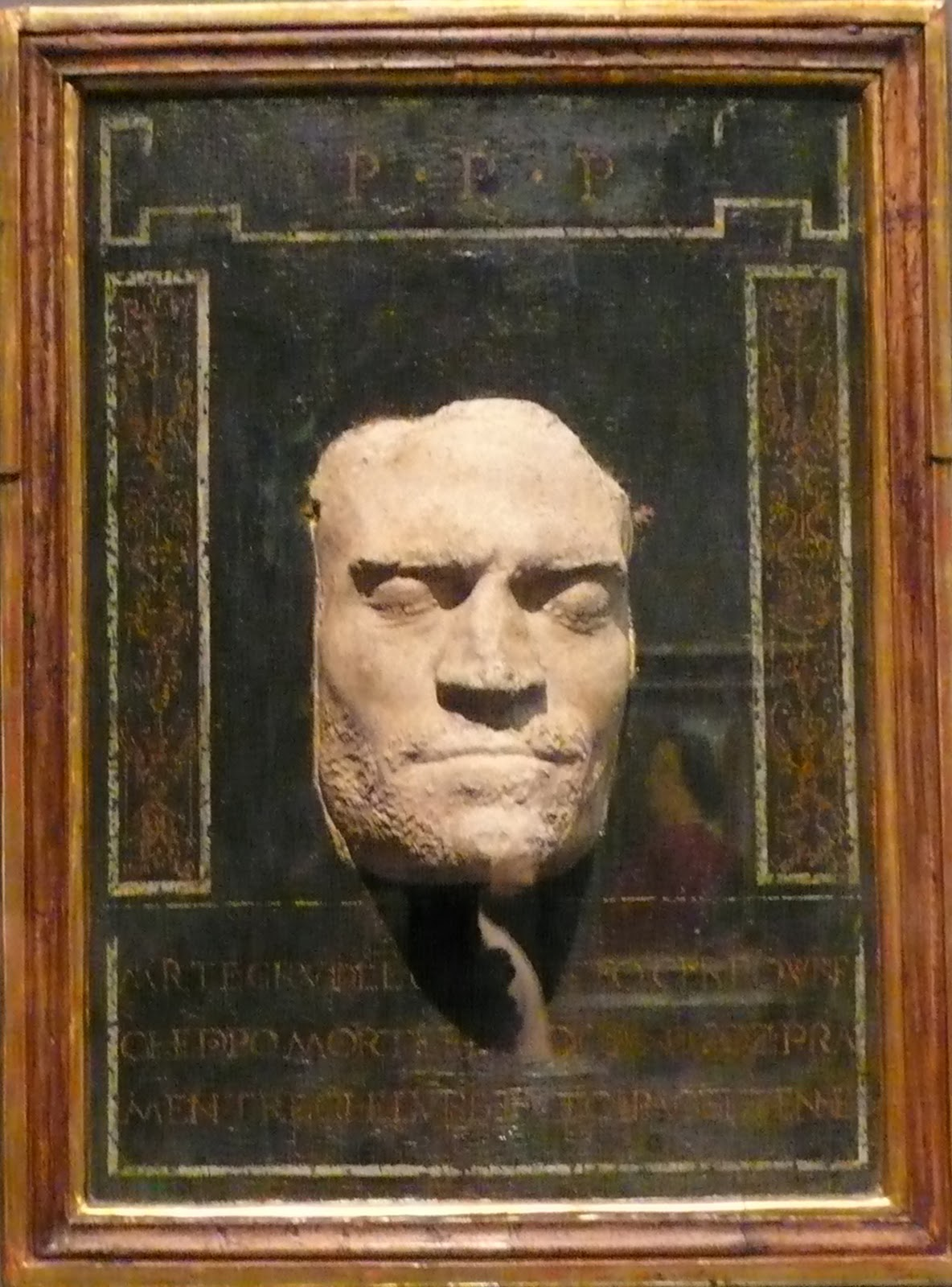
Totenmaske Lorenzo il Magnifico

- 08. April: Lorenzo de’ Medici, genannt il Magnifico, italienischer Bankier und Politiker, Stadtherr von Florenz (* 1449)

- 07. Juni: Kasimir IV., Großfürst von Litauen und König von Polen (* 1427)
- 08. Juni: Elisabeth Woodville, Königin von England (* um 1437)
- 16. Juni: Jan van Coppenolle, Führer des Genter Aufstandes gegen den späteren Kaiser Maximilian I. (* 1436)

- 01. Juli: Heinrich der Jüngere, Herzog von Münsterberg, Graf von Glatz sowie böhmischer Diplomat und Schriftsteller (* 1452)
- 25. Juli: Innozenz VIII., eigentlich Giovanni Battista Cibo, Papst (* 1432)
- 26. Juli: Heinrich IV. von Absberg, Bischof von Regensburg (* 1409)

- 14. September: Maffeo Gherardi, Patriarch von Venedig (* 1406)
- 18. September: Adolf von Kleve, Generalstatthalter der Burgundischen Niederlande (* 1425)
- 21. September: Konrad X., Herzog von Oels, Cosel, Steinau und halb Beuthen (* 1420)
- 29. September: Domenico Gagini, lombardischer Bildhauer (* um 1425)

- 12. Oktober: Piero della Francesca, italienischer Maler, Kunsttheoretiker und Mathematiker (* um 1420)
- 22. Oktober: Simon von der Borch, Bischof von Reval

- 01. November: René, Herzog von Alençon (* 1454)

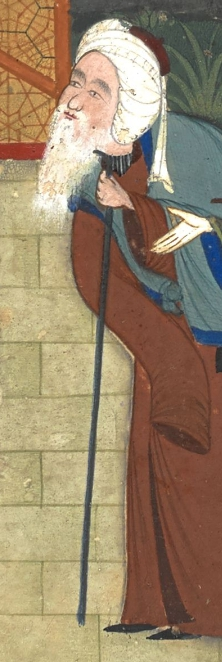
Dschāmi als Greis

- 19. November: Dschāmi, persischer Mystiker und Dichter (* 1414)
- 26. November: Ludwig von Brügge, flämischer Adliger, Statthalter von Holland und Seeland, Earl of Winchester (* um 1427)

### Genaues Todesdatum unbekannt
- Anne Neville, 16. Countess of Warwick, englische Adelige (* 1426)
- Hans Pirckheimer, Jurist, Humanist, Nürnberger Ratsherr und Gesandter der Stadt Nürnberg (* 1417)
- Andreas Ritzos, griechischer Ikonenmaler (* 1421)
- Ludwig Vogelweider, Schweizer Kaufmann und Bürgermeister (* vor 1454)